# Чейз Райс
Чейз Райс (народився 19 вересня 1985  ) американський кантрі-музикант, автор пісень і телеведучий. Також він колишній напівзахисник університету Північної Кароліни та колишній член бригади піт-стоп команди Hendrick Motorsports (NASCAR). Він був співавтором діамантового синглу « Cruise », виконаного Florida Georgia Line . 15 жовтня 2013 року він випустив міні-альбом Ready Set Roll із синглом Ready Set Roll. Його повноцінний альбом Ignite the Night був випущений 19 серпня 2014 року і містить в собі трек "Ready Set Roll". 27 серпня 2014 року Ignite the Night дебютував на вершині чарту Billboard Top Country Albums.  Його першим популярним синглом на кантрі-радіо став « Eyes on You », який очолив чарт у 2019 році 
Вперше він став відомим у 2010 році, коли був учасником шоу Survivor: Nicaragua, де він посів друге місце, програвши Джуду «Фабіо» Бірза .

## Раннє життя, освіта та початок кар’єри
Народжений у Флориді, Райс виріс на фермі в Ешвіллі, штат Північна Кароліна . Він відвідував середню школу AC Reynolds  та Університет Північної Кароліни в Чапел-Хілл, де був напівзахисником футбольної команди, проте не продовжив кар'єру в НФЛ через травму.  
Після закінчення університету, Райса взяли до піт-стоп бригади Hendrick Motorsports людиною, що міняє задню шину для автомобіля Раяна Ньюмана (Nationwide Series). Він також працював над болідом Джиммі Джонсона (Sprint Cup Series) і виграв два чемпіонати з командою Лоу . 

## Survivor
Райс був обраний учасником реаліті-шоу Survivor: Nicaragua . Він сказав, що зміг отримати свою заявку в CBS через друга з коледжу, який мав зв’язок з мережею . 
Спочатку Райс належав до племені Ла Флор, що складалося з молодших учасників. Під час перебування в племені, його увагу привернула інша учасниця змагання - Бренда Лоу, яка помітила його зацікавленість і використовувала це на свою користь, завербувавши його та кількох інших учасників в альянс. Однак після того, як Ла Флор виграв три з чотирьох перших змагань, племена були змішані, і Райс опинився на етапі «старших учасників», Espada, а Лоу залишилась у новій версії племені Ла Флор . Райс і Лоу в кінцевому результаті потрапили до об’єднаної групи Libertad, де їхній союз успішно ліквідував Аліну Вілсон та Марті Піомбо, перш ніж піти проти Лоу та усунути її як загрозу. Після виключення Лоу, Райс залишився альянсі, який очолив новий лідер Метью «Саша» Ленахана. Після того, як два учасники (Наонна Міксон і «Фіолетовий Келлі» Шінн) покинули альянс, він продовжував ліквідовувати конкурентів: Бена «Бенрі» Генрі, Джейн Брайт, Дена Лембо та Холлі Хоффман,незважаючи на те що Брайт і Хоффман були членами альянсу. Альянс намагався усунути Джада «Фабіо» Бірзу, оскільки він був загрозою для присяжних, але Бірза зумів уникнути поразки, вигравши останні три випробування. Райс показав чудові результати у випробуваннях на наступному етапі, перебуваючи в команді-переможці, яка здобула дві із трьох командних нагород і вигравши останні дві індивідуальні нагороди. Зрештою, Райс дійшов до фіналу з Ленаханом і Бірзою, де у нього був шанс виграти 1 мільйон доларів як «Єдиний, хто вижив». Звертаючись до присяжних, Райс заявив, що він був чесний з приводу того, як він грав у гру, але був підданий критиці за його поспішні рішення та нерішучість, а також сприймався як послідовник Лоу та Ленахана. Хоча і Райс, і Ленахан намагалися звинуватити Бірзу в тому, що він не знає, що відбувається на змаганнях, журі все одно обрало Бірзу, який отримав п’ять з дев’яти голосів; Райс отримав голоси Гофмана, Брайта, Лоу та Вілсона.
У загальнонаціональному телевізійному шоу Райс зіграв свій сингл « Buzz Back ».  Хоча він привернув увагу національних ЗМІ під час шоу, він каже, що успіх, здобутий у реаліті-шоу, не допоміг йому просунутись в кар'єрі кантрі-музиканта; натомість він назвав це важливою життєвою подією, яка була ціннішою за гроші і яка принесла його життю перспективу.
В офіційному випуску журналу CBS Watch, присвяченому 15-річчю Survivor у 2015 році, глядачі визнали Райса 10-м в рейтингу «найгарніших» чоловіків в історії Survivor. 

## Кар'єра кантрі-музиканта
Чейз Райс почав грати на гітарі в коледжі. Він називає свого батька натхненням для своєї кар’єри, згадуючи його слова: «Хлопче, будь-хто може грати на гітарі, але ніхто не буде по-справжньому слухати тебе, поки ти не почнеш співати».  Він створює свої альбоми після виступу наживо і будує свою кар'єру за допомогою аспекту продуктивності.  Його перший студійний альбом Friday Nights & Sunday Mornings вийшов 22 квітня 2010 року. Цей альбом із 13 треків містить першу пісню, яку він коли-небудь написав/записав, «Larger Than Life», яка розповідає про смерть його батька. Це єдиний повноцінний альбом, випущений Райсом, який недоступний для покупки або відтворення на цифрових платформах.
У березні 2011 року він випустив Country as Me, шестикомпонентний міні-альбом з його синглом « Buzz Back ». Він отримав право на трансляцію звукозапису як "Highway Find" на радіостанції The Highway (Sirius XM) . У квітні 2012 року його Dirt Road Communion дебютував на 48 місці в чарті Billboard Country Albums .  Цей альбом включав оригінальні записи "Jack Daniels and Jesus" і "How She Rolls", останній з яких був вилучений з цифрових платформ в оригінальному вигляді. "Whoa" також був видалений з усіх цифрових платформ, але ніколи не був перевипущений, залишивши на альбомі 14 треків. "Happy Hour (Worktape)" включає прихований трек "Kiss My Ass", який починається на 4:31 хвилині пісні.
У липні 2012 року Райс підписав контракт з Creative Artists Agency .  Він був співавтором дуету Florida Georgia Line « Cuise », який очолив чарт Hot Country Songs . 
У жовтні 2013 року він випустив Ready Set Roll, міні-альбом із шістьма піснями, включаючи заголовну композицію. Фізична версія альбому була випущена в листопаді 2013 року і містила в собі бонусну пісню «Jack Daniel's and Jesus». 29 січня 2014 року ексклюзивно на CMT відбулася прем'єра офіційного кліпу " Ready Set Roll ".  Наступного дня відео дебютувало на VEVO. Він співпрацював із Columbia Records для поширення "Ready Set Roll" у березні 2014 року 
30 червня 2014 року Райс випустив обкладинку альбому, анонсував дату випуску та послідовність треків на альбомі Ignite the Night . Повноцінний альбом був випущений 19 серпня 2014 року і включав платиновий сингл «Ready Set Roll».
У лютому 2016 року Райс випустив "Whisper", який мав стати головним синглом з майбутнього альбому. Пісня не стала популярною. Досягла 56-го місця 23 квітня 2016 року, лише через 3 тижні перебування в чарті Country Airplay.  Наразі це найменш відомий сингл Райса станом на сьогодні, поступаючись лише How She Rolls, що досяг 55-го місця в 2013 році та ніколи не отримав реальної підтримки лейбла. Після невтішного рейтингу пісні в чартах Райс опублікував лист своїм фанатам, в якому сказав: «Якщо ви давно знайомі з моєю музикою і хочете почути більше глибини та сенсу в піснях, я дуже ціную вас і врахую ваші побажання в цьому альбомі (чесно кажучи, це була моя мета,яку я досяг на попередніх альбомах з такими піснями, як "Carolina Can" і "Every Song I Sing". )» Далі він згадував, що на нього вплинули Гарт Брукс і Кенні Чесні  Потім Райс випустив «Everybody We Know Does», цей альбом потрапив на радіо країни 24 червня 2016 року 
Після того, як "Everybody We Know Does" не зміг потрапити в топ-25, Райс покинув Колумбію в 2017 році і того ж року підписала контракт з Broken Bow Records. Головний сингл з першого альбому Райса з BBR, "Three Chords and the Truth", був відправлений на кантрі-радіо.  Цей сингл дуже хвалили як шанувальники кантрі, так і радіо, оскільки це був його перший сингл, який за 4 роки потрапив у топ-25 чарту Country Airplay.
Lambs & Lions — це перший альбом Райса на Broken Bow Records/BMG, а також перший альбом, випущений BBR з моменту поглинання BMG. Lambs & Lions випустили 17 листопада 2017 року.
Сингл Райса " Eyes on You " став його першим треком, що посів перше місце на кантрі радіо 6 травня 2019 року, пробувши на вершині протягом двох тижнів.  Потім він випустив наступний сингл « Lonely If You Are » 1 липня 2019 року 
Райс знімався в четвертому епізоді 24 сезону <i id="mwmQ">серіалу «Холостяк»</i>, де виступав на приватному концерті холостяка Пітера Вебера та його дівчини Вікторії Фуллер у Сідар-Пойнт у Сандаскі, штат Огайо . Пізніше Фуллер розповіла, що раніше зустрічалася з Райсом.   
27 червня 2020 року Райс грав на концерті у виправній колонії штату Браші-Маунтін в Петросі, штат Теннессі, де багато шанувальників вирішили ігнорувати рекомендовані заходи безпеки щодо поширення COVID . Реакція на концерт викликала негативний резонанс з боку шанувальників та музичної індустрії загалом.  У відповідь на критику Райс сказав: «Якби це залежало від мене, я б не скасував жодного проклятого шоу, але це не так. . . . Особисто я вибираю жити, не боячись, особливо того, що я ніяк не можу контролювати» 
У листопаді 2020 року Райс випустив сингл « Drinkin' Beer.Talkin' God. Amen.", де брали участь його давні друзі Florida Georgia Line .  Це другий сингл з п'ятого студійного альбому Райса The Album, який вийшов 28 травня 2021 року 

## Дискографія
- Friday Nights and Sunday Mornings (2010)
- Dirt Road Communion (2012)
- Ignite the Night(2014)
- Lambs & Lions (2017)
- The Album (2021)

## Тури
За підтримки
- The Big Revival Tour with Kenny Chesney (2015)

Заголовки
- Jack Daniels and Jesus Tour with The Cadillac Three (2015)[31]
- Campus Events Network Presents College Days, Country Nights: Chase Rice Back to College Tour (2016)[32]
- Everybody We Know Does Tour with Ryan Hurd and Lacy Cavalier (2016)[33]
- Pub Shows (2017)[34]
- Eyes on You Tour (2018)[35]

## Зовнішні посилання
- Chase Rice biography [Архівовано 6 грудня 2021 у Wayback Machine.] for Survivor: Nicaragua[en] at CBS.com
- Chase Rice [Архівовано 26 березня 2016 у Wayback Machine.] bio by North Carolina Tar Heels